# Said Sheikh Samatar
Said Sheikh Samatar (* 1943; † 24. Februar 2015) war ein somalischer Historiker. Er lehrte als Professor für Afrikanische Geschichte an der Rutgers University in Newark, New Jersey. Er ist Autor zahlreicher Publikationen zu Somalia und Ostafrika und äußerte sich zu diesen Themen verschiedentlich in bekannten Medien. 
Said Samatar wurde als Kind von Somali-Nomaden wahrscheinlich im Ogaden geboren. 1958 zog er mit etwa 16 Jahren in die Stadt Kalafo, wo er auf Wunsch seines Vaters seine Schulbildung begann. Diese beinhaltete das Studium des Korans und islamische Philosophie sowie Jurisprudenz. Danach setzte Said Samatar seine Ausbildung an einer christlichen Missionsschule und an einer Bibel-Akademie in Nazret fort. 1970 begann er in Somalia am National Teaching College zu arbeiten, wo er mit US-amerikanischen Kollegen in Kontakt kam. Diese schlugen ihm vor, in die USA zu gehen, um zu studieren.
1971 konnte Said Samatar mit seiner Frau einreisen und im folgenden Jahr wurde seine Tochter, die Schriftstellerin Sofia Samatar, geboren. 1973 absolvierte er das Goshen College in Indiana. Anschließend ging er an die Northwestern University. Für seine Dissertation kehrte er 1977/78 zu Feldforschungen nach Somalia zurück, wo er mehrere Male beinahe verhaftet worden wäre, da er der Diktatur Siad Barres kritisch gegenüberstand. 1979 wurde er an der Northwestern University Doktor für Afrikanische Geschichte.
Von 1979 bis 1981 lehrte Said Samatar an der Eastern Kentucky University in Richmond, Virginia, seither an der Rutgers University. Seit 1987 war er Herausgeber der Fachzeitschrift The Horn of Africa.

## Schriften
- Oral Poetry and Somali Nationalism: The Case of Sayyid Mahammad Abdille Hasan. Cambridge University Press 1982, ISBN 0521238331.
- Somalia: Nation in Search of a State (m. David Laitin), Westview Press 1987, ISBN 0865315558.
- Somalia: A Nation in Turmoil. Minority Rights Group 1991, ISBN 0946690804.
- In the Shadow of Conquest: Islam in Colonial Northeast Africa. Red Sea Press 1992, ISBN 0932415709.